# ハル・ウィルナー
ハル・ウィルナー（Hal Willner、1956年4月5日 - 2020年4月7日）は、アメリカ合衆国ペンシルベニア州フィラデルフィア出身の音楽プロデューサーである。

## 人物概要
一般には、ジャンルを超えた顔ぶれのミュージシャンを集めたトリビュート・アルバムの製作で知られるが、テレビ番組や映画の音楽監修、トリビュート・ライブの企画など活動は多岐にわたる。 
1981年、ビル・フリゼール、カーラ・ブレイらが参加したニーノ・ロータのトリビュート・アルバム『アマルコルド - ニーノ・ロータ・メモリアル・アルバム』をプロデュース。豪華な参加ミュージシャンと、ジャズ、クラシック、ポップスまで多様なスタイルによる演奏で、高い評価を受ける。
その後セロニアス・モンク、クルト・ヴァイル、ハロルド・アーレン、ヴィンテージ・アニメの音楽など、様々なアーティストを取り上げたトリビュート・アルバムを多数製作している。 
トリビュート・アルバムに参加したミュージシャンのプロデュースを手がけることも多く、マリアンヌ・フェイスフル、ルー・リード、ビル・フリゼール、ローリー・アンダーソンなど個性的なアーティストが多い。
また、ウィリアム・バロウズやアレン・ギンズバーグなどのビート作家や、ミュージシャンの朗読によるエドガー・アラン・ポーのトリビュートなど、スポークン・ワーズ・アルバムも手がけている。
2020年3月28日、自身のTwitterにて、「私はいつもナンバーワンになりたかったが、これは望んでいなかった」と、2019新型コロナウイルス（COVID-19）に感染し入院したことを仄めかしていた。そのまま回復することなく、同年4月7日に合併症により死去。64歳没。

## 作品
トリビュート・アルバム
主な参加アーティストにドクター・ジョン、ジョン・ゾーン、ビル・フリゼール、カーラ・ブレイ、スティング、エルヴィス・コステロ、フィル・ウッズ、スザンヌ・ヴェガ、チャーリー・ヘイデン、サン・ラ、リンゴ・スター、ニック・ケイヴ、トッド・ラングレン等がおり、大物からアンダーグラウンドまで幅広い。
クルト・ヴァイルのトリビュートではヴァイル自身のピアノ演奏や、「三文オペラ」の原作者ベルトルト・ブレヒトの歌唱などの歴史的録音を挿入したり、チャールズ・ミンガスのトリビュートではアメリカの創作楽器演奏家ハリー・パーチの楽器を使用するといった、様々な趣向が凝らされている。 
- 『アマルコルド - ニーノ・ロータ・メモリアル・アルバム』 - Amarcord Nino Rota: Interpretations of Nino Rota's Music From the Films of Federico Fellini (1981年)
- 『セロニアス・モンクに捧ぐ』 - That's The Way I Feel Now: A Tribute to Thelonious Monk (1984年)
- 『星空に迷い込んだ男 - クルト・ワイルの世界』 - Lost in the Stars: The Music of Kurt Weill (1985年)
- 『眠らないで - 不朽のディズニー名作映画音楽』 - Stay Awake: Interpretations of Vintage Disney Films (1988年)
- 『メディテイションズ・オン・ミンガス - ナイトメア』 - Weird Nightmare: Meditations on Mingus (1992年)
- Bird Up! The Charlie Parker Remix Project (1993年)
- September Songs: The Music of Kurt Weill (1995年)
- Closed On Account Of Rabies: Poems And Tales Of Edgar Allan Poe (1997年)
- 『ストーミー・ウェザー - ハロルド・アーレン作品集』 - Stormy Weather: The Music of Harold Arlen (2005年)
- Rogue's Gallery: Pirate Ballads, Sea Songs, and Chanteys (2006年)
- The Harry Smith Project: Anthology of American Folk Music Revisited (2006年)
- Son of Rogues Gallery: Pirate Ballads, Sea Songs & Chanteys (2013年)

なお初期のレコードはほぼ廃盤となっており、入手困難な状況になっている。
プロデュース作品
- マリアンヌ・フェイスフル : 『ストレンジ・ウェザー』 - Strange Weather (1987年)
- ギャヴィン・フライデー : 『ギャヴィン・フライデーの世界』 - Each Man Kills the Thing He Loves (1989年)
- マリアンヌ・フェイスフル : 『ブレイジング・アウェイ』 - Blazing Away (1990年)
- アレン・ギンズバーグ : Lion for Real (1990年)
- ウィリアム・バロウズ : Dead City Radio (1990年)
- デイヴィッド・サンボーン : 『アナザー・ハンド』 - Another Hand (1991年)
- 三宅純 : 『星ノ玉ノ緒』 (1993年)
- ウィリアム・バロウズ : Spare Ass Annie and Other Tales (1996年)
- ボブ・ホルマン : In with the Out Crowd (1998年)
- ハル・ウィルナー : Whoops, I'm an Indian (1998年)
- ルー・リード : 『エクスタシー』 - Ecstasy (2000年)
- ローリー・アンダーソン : Life on a String (2001年)
- ルー・リード : 『ザ・レイヴン』 - The Raven (2003年)
- ビル・フリゼール : 『アンスピーカブル』 - Unspeakable (2004年)
- レナード・コーエン : 『アイム・ユア・マン』 - I'm Your Man (2006年)
- ルシンダ・ウィリアムス : 『ウエスト』 - West (2007年)
- ルー・リード & メタリカ : 『ルル』 - Lulu (2011年)

## その他
- 1981年、NBCの音楽バラエティ番組『サタデー・ナイト・ライブ』の監修を務めた。
- 『バッグス・バニー』などのワーナー・ブラザース製作アニメの音楽を手がけた作曲家、カール・スターリングの作品集『The Carl Stalling Project (Music From Warner Bros. Cartoons 1936-1958)』(1990年)の監修を手がけた。なおライナーには、ハル同様アニメ音楽に興味を抱いていたジョン・ゾーンのコメントも寄せられている。
- 電子楽器テルミンとその開発者レフ・テルミン博士の歩みを取り上げたドキュメンタリー映画『テルミン』(1993年)の映画音楽を担当した。
- 2005年に愛知県愛知郡長久手町（現・長久手市）で開催された「愛・地球博」におけるナイトイベント「こいの池のイヴニング」では、フィリップ・グラスとの共演でも知られる現代舞台演出家ロバート・ウィルソンの総合演出の下、音楽監修をハルが務めた。
- アストル・ピアソラのプロデュース等で知られるキップ・ハンラハンのアルバム『COUP DE TETE』のライナーによれば、「（ハルは）レコード作るのに半年くらいタクシー・ドライバーをやった」という記載がある。